# Carlo Galetti
Carlo Galetti (ur. 26 sierpnia 1882 w Corsico; zm. 2 kwietnia 1949 w Mediolanie) – włoski kolarz szosowy startujący wśród zawodowców w latach 1906–1921, trzykrotny zwycięzca Giro d’Italia (1910–1912). W 1912 startując w grupie Atala wygrał Giro razem z Luigi Ganną, Giovanni Michelotto i Eberardo Pavesim (klasyfikacji indywidualnej nie prowadzono).

## Najważniejsze zwycięstwa
- 1910 - dwa etapy i klasyfikacja generalna Giro d’Italia
- 1911 - trzy etapy i klasyfikacja generalna Giro d’Italia
- 1912 - etap i klasyfikacja generalna Giro d’Italia